# Gyeongsang de Nord
Gyeongsangbuk-do (Gyeongsang de Nord) este o provincie în estul Coreei de Sud. Provincia s-a format în 1896, fiind, de fapt, partea de nord a fostei provincii Gyeongsang. A fost provincie a Coreei până la divizarea din 1945, apoi a devenit parte din Coreea de Sud. Capitala provinciei și cel mai mare oraș este Andong, care este administrativ separat, având rangul de oraș metropolitan.